# Jean-Louis Schlesser

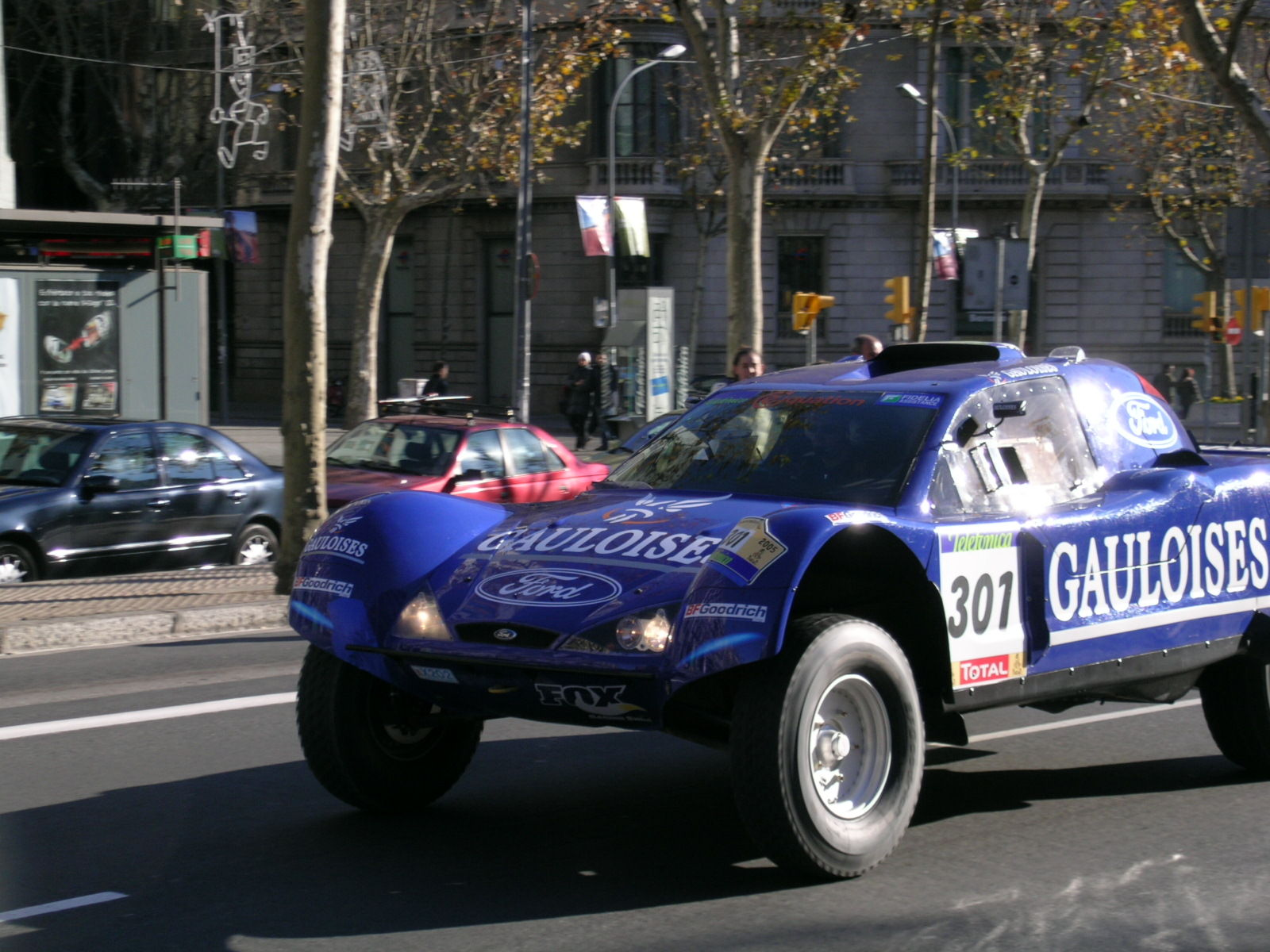
Buggy zbudowane przez Schlessera

Jean-Louis Schlesser (ur. 12 września 1948 roku w Nancy, Meurthe i Mozela) – francuski kierowca wyścigowy i rajdowy. Siostrzeniec Jo Schlessera, również kierowcy wyścigowego który zginął podczas Grand Prix Francji 1968.

## Życiorys

### Początki kariery
Schlesser przed pójściem na studia oraz służbą wojskową we Francji, dorastał w Maroku. Pierwszą serią wyścigową Francuza była Francuska Formuła 3, w której wspólnie z Alainem Prostem, triumfował w roku 1978. W 1981 roku brał udział w Europejskiej Formule 3. Rok później startował w Formule 2, w zespole Maurer Motorsport. Nie udało mu się jednak zdobyć ani jednego punktu.

### Formuła 1
Jean-Louis dwukrotnie dostał szansę udziału w wyścigach Formuły 1. W pierwszym podejściu, w sezonie 1983, Francuz wystąpił w jednej rundzie, podczas Grand Prix Francji. Najsłabszy w stawce bolid ekipy RAM Racing nie pozwolił mu jednak zakwalifikować się do wyścigu.
Drugą szansę Schlesser dostał pięć lat później, od utytułowanej brytyjskiej stajni Williams, w zastępstwie Brytyjczyka, Martina Brundle'a, podczas Grand Prix Włoch. Wyścig ostatecznie zakończył na 11. miejscu, z dwoma okrążeniami straty do zwycięzcy Gerharda Bergera.

### 24 Godziny Le Mans
W latach 1983–1986 oraz w 1989 i 1991 roku Schlesser brał udział w najbardziej prestiżowym długodystansowym wyścigu – 24 Godziny Le Mans. Najlepiej spisał się w przedostatniej próbie, kiedy to zajął w końcowej klasyfikacji 5. miejsce.

### Samochody turystyczne
Pierwszy kontakt z wyścigami samochodów turystycznych, Schlesser zaznał we francuskich mistrzostwach, w których zdobył tytuł w roku 1985. W kolejnym roku przeniósł się do BTCC. Nie osiągnął w niej jednak żadnych sukcesów.

### Samochody sportowe
Jean-Louis Schlesser w wyścigach samochodów sportowych zadebiutował w 1988 roku. Już w pierwszym roku startów sięgnął po tytuł mistrzowski w Superpucharze Niemiec, natomiast w Mistrzostwach Świata zajął 2. miejsce. W kolejnych dwóch latach został po raz pierwszy w karierze mistrzem świata. W obu sezonach startował w niemieckim zespole Team Sauber Mercedes, a jego partnerem był Włoch, Mauro Baldi.

### Rajd Dakar
Francuz jest jednym z nielicznych kierowców wyścigowych, który z powodzeniem rywalizował na rajdowych trasach. Debiut nastąpił w roku 1984, kiedy to wystartował w prestiżowym, najtrudniejszym i najdłuższym w historii Rajdzie Dakar. Po pięciu latach przerwy Jean-Louis, począwszy od sezonu 1989 nieprzerwanie startował w nim, aż do roku 2007. Największe sukcesy święcił w latach 1999–2000, kiedy to zwyciężał w końcowej klasyfikacji. Oprócz udziału w tym rajdzie, Schlesser rywalizował również w innych, będąc w nich jednym z czołowych kierowców.

### Africa Eco Race
Po przeniesieniu rajdu Dakar z Afryki do Ameryki Południowej, Schlesser wybrał starty w nowo utworzonym rajdzie Africa Eco Race, którego pierwsza edycja odbyła się na przełomie lat 2008/2009. Francuz wygrał ten rajd czterokrotnie, tryumfując we wszystkich edycjach, które się odbyły.

### Race of Champions
Oprócz udziału w normalnej rywalizacji, Schlesser uczestniczył również w słynnym "Wyścigu Mistrzów", w którym zwyciężył w roku 1994, w klasie "Classic Master".